# Claudius Maximus (Statthalter)
Claudius Maximus war ein römischer Senator und ist während der Regierungszeit des Kaisers Antoninus Pius (138–161 n. Chr.) in der Zeit vom 1. August 150 bis zum 3. November 154 als Statthalter der Provinz Pannonia superior (Oberpannonien) belegt.
Der Zeitraum seiner Statthalterschaft wird durch zwei Militärdiplome eingegrenzt. Die letzte bisher bekannte Nennung seines Vorgängers Marcus Pontius Laelianus Larcius Sabinus in diesem Amt bezieht sich auf den 5. Juli 149 n. Chr., so dass Claudius Maximus auch noch in diesem Jahr die Statthalterschaft hätte übernehmen können. Der Althistoriker Géza Alföldy (1935–2011) mutmaßte das Ende seiner Statthalterschaft für das Jahr 155 n. Chr., da er einen Amtswechsel während der Wintermonate für unwahrscheinlich hielt. Der unmittelbar an Claudius Maximus anschließende Statthalter ist bisher unbekannt. Dessen Nachfolger wiederum war Marcus Nonius Macrinus, der unter anderem in dem Diplom vom 21. Juni 159 genannt wird.
Während der Amtszeit des Claudius Maximus wurden mehrere Truppenkörper von der oberpannonischen Grenze abgezogen, um in der afrikanischen Provinz Mauretania Caesariensis unter dem dortigen Prokurator Porcius Vetustinus gegen die Mauren zu kämpfen. Im Jahr 150 erhielten unter Porcius Vetustinus mehrere oberpannonische Soldaten anlässlich ihrer Entlassung das römische Bürgerrecht. Zu diesen kaiserlichen Konstitutionen gehörte auch das bereits genannte Diplom vom 1. August 150, das Claudius Maximus nennt.
Ob Claudius Maximus mit jenem unterpannonischen Statthalter Maximus identisch ist, dem die Einwohner der Lagervorstadt von Aquincum eine heute verstümmelte Ehreninschrift errichteten, ist seit dem Aufkommen dieser Theorie durch den Archäologen Jenő Fitz (1921–2011) stark umstritten. So sah der Epigraphiker Barnabás Lőrincz (1951–2012) schon 1972 zeitliche Schwierigkeiten bei dieser Interpretation.